# Nicolò Coccon
Nicolò Coccon (Venezia, 10 agosto 1826 – Venezia, 4 agosto 1903) è stato un organista, compositore e direttore di coro italiano.

## Biografia
Nato a Venezia il 10 agosto 1826. A dieci anni è posto sotto la direzione del Maestro Fabio Ermagora, discepolo di Bonaventura Furlanetto; a quindici anni compone tre mottetti a voci miste, che ben presto lo fecero notare tra i compositori più promettenti, mentre vari consensi raccoglieva anche negli altri campi musicali in cui si cimentava, come cantore, pianista, organista e violinista.
Nel 1856, a seguito di un concorso, venne nominato Primo organista della Basilica di San Marco, e Vicemaestro di Antonio Buzzolla. Quest'ultimo ritiratosi per motivi di salute, Coccon divenne Maestro della Cappella Marciana provvisorio in attesa di un concorso che ne decidesse quello definitivo. Il concorso si tenne nel 1873; in commissione sedevano, tra gli altri, Giovanni Battista Candotti, Melchiorre Balbi e Jacopo Tomadini. Vinse il concorso e divenne Primo Maestro direttore della Marciana, ruolo che gli consentì di fare ampio uso delle sue doti di compositore. Dal 1882 assunse anche la cattedra di armonia e contrappunto presso il Conservatorio Benedetto Marcello, che mantenne fino al 1897. Nel 1894 aveva lasciato la direzione della Marciana, amareggiato dai sempre più acuti dissensi con suo secondo, Giovanni Tebaldini, portatore degli ideali del nascente Movimento Ceciliano. Gli viene scelto, come successore, Lorenzo Perosi.
Morì il 4 agosto 1903. Ai suoi funerali, presso la chiesa di San Trovaso, fu eseguita una grande Messa da requiem, tra le otto composte dallo stesso Coccon.

## Composizioni

### Musica Sacra
- Otto Messe di Requiem tra cui:
  - Requiem per l'Arciduca l'Austria Federico (1850)
  - Messa di Requiem a quattro con orchestra e soli (1879)
- Trenta Messe tra le quali:
  - Messa in fa a 4 voci e orchestra (1871)
  - Piccola Messa in re a 4 voci ed orchestra (1875)
  - Tre Messe annuali d'obbligo pel S. Natale (1875, 1877, 1879)
  - Messa per la Cappella di S.S. Andrea e Ambrogio a Genova (1869)
- Cinque Salmi per la Cappella di S.S. Andrea e Ambrogio a Genova (1869)
- altre composizioni per la Cappella Marciana rimaste inedite.

### Opere
- Manasse in Babilonia, (Venezia, orfanotrofio dei Gesuati, 15 marzo 1877);
- I due orangotani, operetta (Venezia, orfanotrofio dei Gesuati, 17 apr.ile 1879);
- Saul, dramma sacro in tre atti (Spello, Collegio Rossi, 10 febbraio 1884);
- Uggero il Danese (inedita);
- Zaira (inedita).

### Composizioni per banda
- Pensiero funebre per grande orchestra a Daniele Manin (1868);
- Barcarola, per banda e coro a 4 (1847);
- Inno a Carlo Goldoni;
- Sinfonia Umberto, a Umberto I d'Italia.